# フランク＝コンドンの原理

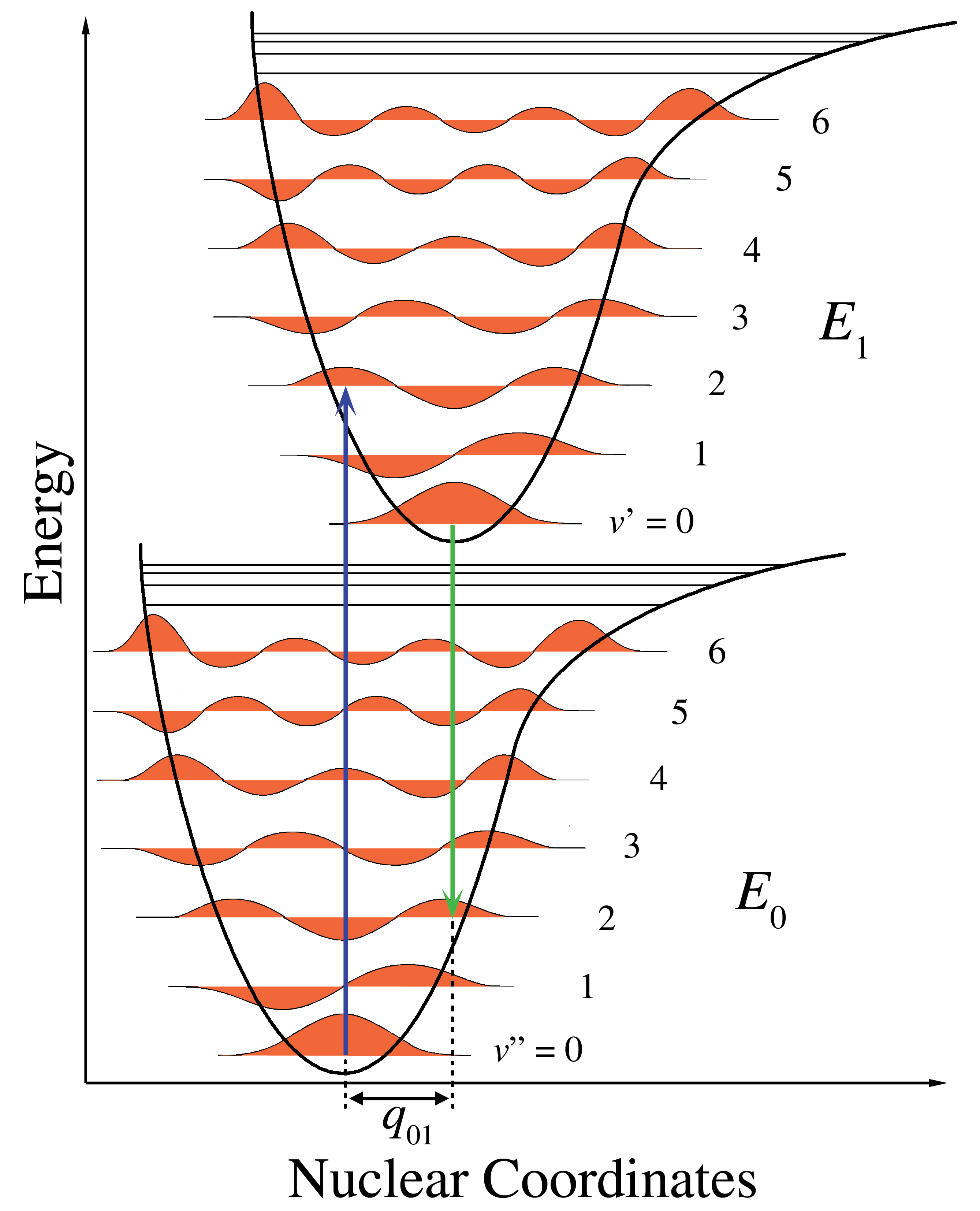
図 1. フランク＝コンドンの原理を示すエネルギー図。 電子遷移は原子核の運動と比べてはるかに高速であるため、電子遷移に伴う原子核の配位座標上での位置の変化が最小になるように、電子励起後の振動状態が決定される。 図示されている2つのポテンシャルの井戸の位置関係では、 v = 0 と v = 2 の振動状態の間で遷移が起きる。

フランク＝コンドンの原理（フランク＝コンドンのげんり、英: Franck–Condon principle）とは、分光学および量子化学において、振動電子状態間の遷移確率（振電遷移の強度）を説明する法則である。 振電遷移とは、分子の電子エネルギー準位と振動エネルギー準位が光子の吸収や放出に起因して同時に変化することを指す。 この法則によれば、電子遷移に伴って起こる振動エネルギー準位間の遷移は、電子遷移をまたいだ2つの振動状態の波動関数の重なりが大きい程生じやすい。

## 概要

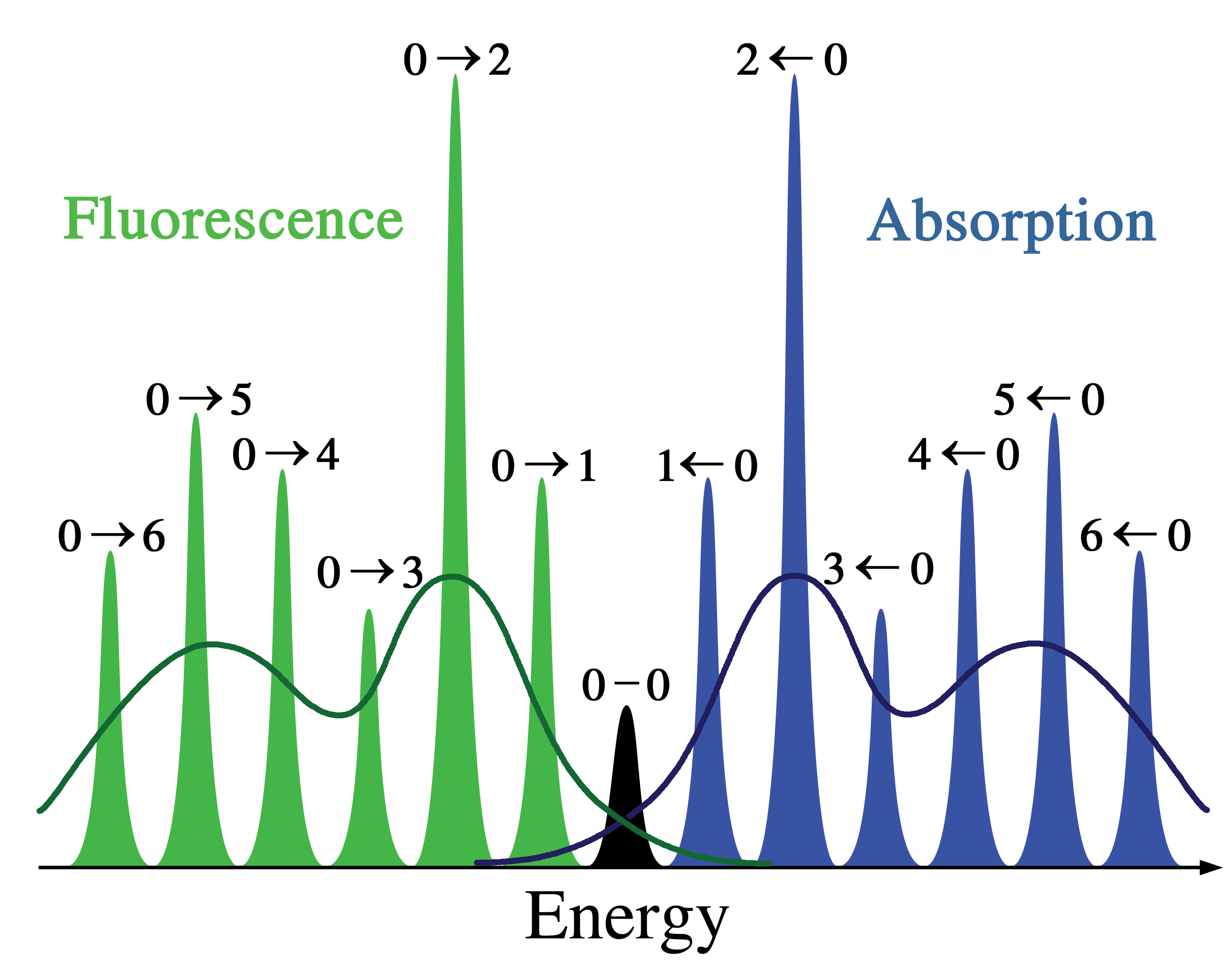
図2 図1に示したエネルギーダイアグラムに対応する吸収および蛍光スペクトルの概略図。スペクトルの対称性は基底および励起状態の束縛ポテンシャル形状が一致していることに由来する。このような狭いスペクトル線は、希薄なガスの場合にのみ観測されうる。濃色のプロットは、同じ系で不均一スペクトル広がりが存在する場合のスペクトルであり、たとえば液体や固体の場合にあたる。最低振動準位間の電子遷移（0-0遷移）では、吸収と蛍光の遷移エネルギーが等しくなる。

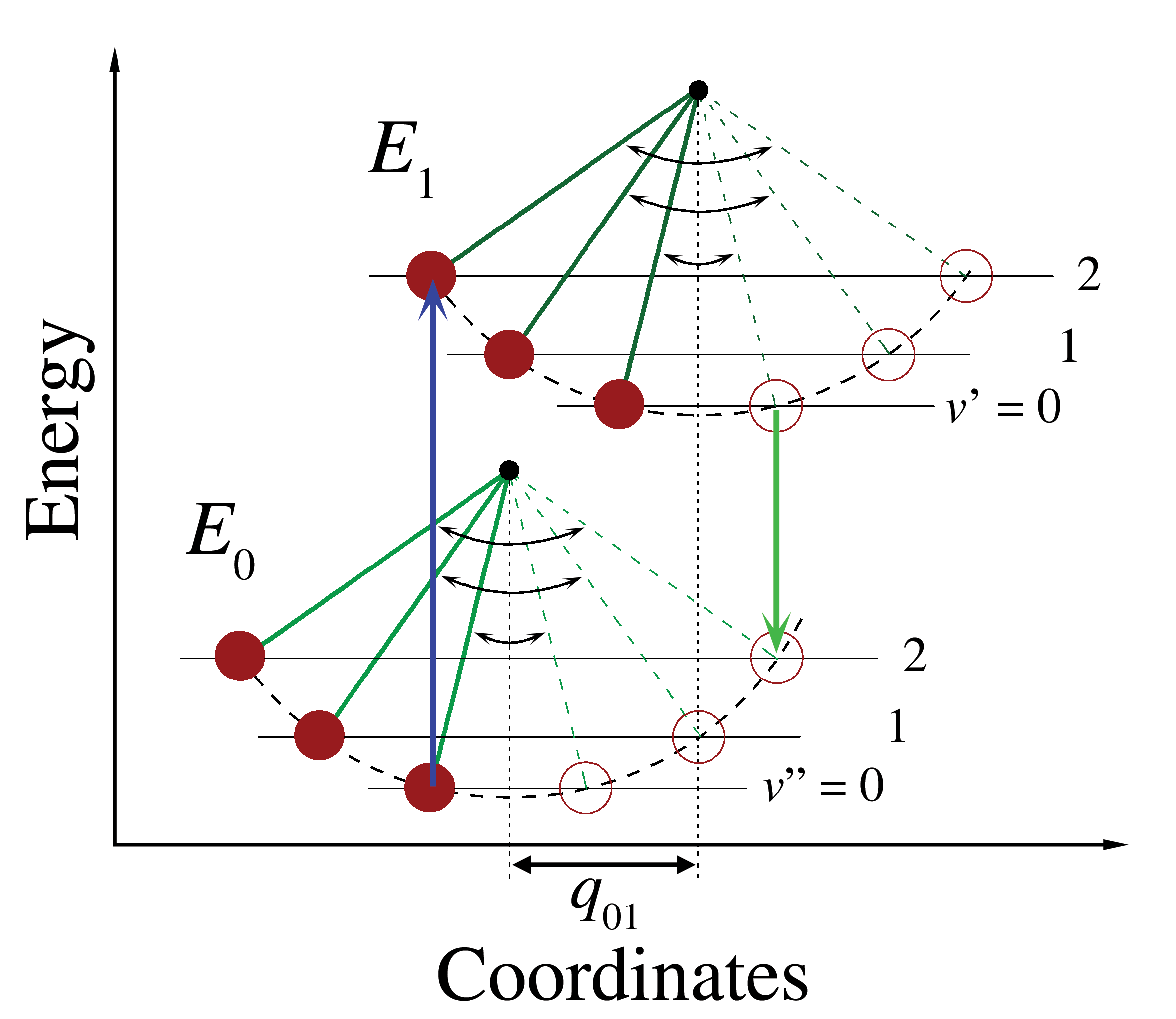
図3 半古典的振り子によるフランク＝コンドン原理のアナロジー。古典振り子の転回点では運動量と原子核配位座標上の位置が２つのエネルギーレベルで対応しており、ゆえに振動電子遷移が許容となる。この図では、0-2 振動状態遷移が生じやすくなる。

フランク＝コンドンの原理は、よく確立された半古典論であり、ジェームズ・フランクの功績に基づく。
電子遷移は、原子核の運動の時間スケールと比べれば瞬間的に生じるため、もし分子が電子遷移に伴い新たな振動状態に移行するとすれば、遷移後の新たな振動状態は遷移前の原子核の位置および運動量を再現している必要がある。単純な調和振動子で表される半古典振動モデルでは、この要請条件は振動の転回点になり、そこでの運動量はゼロである。
| 古典的に、フランク＝コンドンの原理は、電子遷移が分子の核の位置とその環境の変化を伴わずに起こる可能性が最も高いという近似である。得られた状態はフランク＝コンドン状態と呼ばれ、関連する遷移は垂直遷移と呼ばれる。この原理の量子力学的定式化は、振電遷移の強度は遷移に関わる2つの状態の振動波動関数の間の重なり積分の二乗に比例する、というものである。 — IUPAC Compendium of Chemical Terminology, 2nd Edition (1997) |

量子力学的な描像における、振動準位および状態の波動関数は量子調和振動子の波動関数、あるいはモースポテンシャルといった分子のポテンシャルエネルギーのより複雑な近似の波動関数である。図1は、フランク＝コンドンの原理を、基底および励起電子状態の両方がモース型ポテンシャルエネルギー関数で表された分子における振動電子遷移の例で表したものである。十分に低い温度では、分子ははじめ近似的に電子基底状態の v = 0 の振動状態にあると考えることができ、光子を吸収することで必要なエネルギーを得て電子励起状態に遷移する。電子遷移にともなう電子雲分布の変更は、分子を構成する原子核の平衡位置のシフトをもたらす。 図１において、この基底・第一励起状態間での平衡位置のシフトは原子配位座標上で q 01と表されている。 最も単純な例である二原子分子系では、この原子核配位座標は核間距離に対応する。振動電子状態遷移は垂直な矢印で表されており、このことは遷移の直前直後で原子核配位座標上の位置が変化しないという仮定に基づいている。 分子の状態が、ある特定の振動状態に至る確率は、始状態および終状態の振動状態波動関数の重なり積分（あるいは内積）に比例する。電子励起状態にある分子は、すみやかに最低電子状態の最低振動準位に緩和し（カシャの法則）、そこからさらに光子を放出して電子基底状態に蛍光により遷移する。フランク＝コンドンの原理は、吸収過程にも蛍光過程にも同様に適用することができる。
フランク＝コンドンの原理が、吸収と蛍光の両方の過程に適用できることは、カシャの法則を併せて考慮することで、図2に示すような対称な吸収蛍光スペクトル形状を導く。低温の希薄な気体試料では不均一広がないので、分子振動を反映したスペクトル構造を明瞭に認めることができる。図２において、振動電子遷移は等間隔に並んだ幅の狭いローレンツ関数型のスペクトル線として描かれている。等間隔に並んだ振動準位は、2次関数型の ポテンシャルエネルギー曲線を持つ単純な調和振動子の場合にのみ現れ、図1に示したようなより現実の分子に近いポテンシャルエネルギー構造を持つ系では、振動準位の間隔は振動エネルギーが大きくなるにつれて減少する。遷移の始状態および終状態がどちらも最低振動準位である場合は0-0（ゼロ ゼロ）遷移と呼ばれ，吸収と蛍光のエネルギーが等しくなる。

## 歴史
1926年に出版された Faraday Societyの紀要での報告において、フランクは 光誘起化学反応のメカニズムに関心を持っていた。当時想定されていたメカニズムは、光子により分子が励起され、その後励起状態が保たれる短い時間の間に他の分子と衝突するというものであった。問題は、一段階のみ、つまり光子の吸収のみで他の分子との衝突を伴わない場合に、分子が光化学反応生成物へと分解されることが起こりうるかということであった。分子が分解し分離するためには、解離エネルギーを上回る振動エネルギーを光子から受け取り、分子結合を切断する必要がある。しかしながら、当時の知見では、分子は許容な量子力学的遷移に対応するエネルギーのみを吸収し、そして束縛ポテンシャルの解離エネルギーレベルの上には、振動エネルギー準位は存在しないと考えられていた。したがって、より高エネルギー光子を吸収させても、より高い電子状態への遷移をもたらすのみであり、解離反応は引き起こさないことになる。高いエネルギー準位に励起される際に、どれだけの振動エネルギーを分子が獲得しうるか、そしてその振動エネルギーは分子を即座に分解分離するのに十分かということを検討する中で、フランクは基底電子状態および励起電子状態の束縛エネルギーの大きさの関係を示す図を3パターン描いた。
| ダイアグラムIは、通常状態nから励起状態aおよびa'への遷移に伴って、束縛が大きく弱まる様子を表している。ここで、D > D' かつ D' > D"である。それとともに、原子核の平衡位置は遷移に伴ってより大きな値であるrに変化する。ダイアグラムⅠにおいて、曲線"n"上の平衡位置（ポテンシャルエネルギーの極小点）から、垂直に上方の曲線へと遷移するならば、粒子はD'よりも大きなポテンシャルエネルギーを有することになり、飛び去ってゆく。この例では、光励起の前後で振動エネルギーの大きな変化を見いだすことになる.... — ジェームズ・フランク 1926 |

ジェームズ・フランクは振動状態の変化が、よりエネルギーの高い電子状態への瞬時励起と核間相互作用ポテンシャル上に新しく生じる平衡位置の結果として自然に得られることを認識した。エドワード・コンドンは、1926年にフィジカル・レビュー誌に発表されたA Theory of Intensity Distribution in Band Systemsというタイトルの論文において、この着想を光化学反応まで拡張した。この中でコンドンは半古典論的な定式化を、現在の形式に近い形でおこなった。本原理に関してフランクとコンドンの両方が最初に同一の論文で参照されたのは、1926年にフィジカルレビュー誌に掲載された一酸化炭素のバンド構造に関してのRaymond Thayer Birgeの論文においてである。

## 量子力学的数式表現
基底電子準位(ε)および初期振動準位 (ʋ)にある初期状態{\displaystyle |\epsilon v\rangle } から、励起電子準位(ε')およびいずれかの振動準位(ʋ' )にある状態{\displaystyle |\epsilon 'v'\rangle } （ブラ-ケット記法を参照）への電気双極子遷移を考える。
分子の電気双極子演算子μは、電子の電荷(-e)と位置(ri)、および原子核の電荷(+eZj)と位置(Rj)とで決定される。
{\displaystyle {\boldsymbol {\mu }}={\boldsymbol {\mu }}_{e}+{\boldsymbol {\mu }}_{N}=-e\sum \limits _{i}{{\boldsymbol {r}}_{i}}+e\sum \limits _{j}{Z_{j}{\boldsymbol {R}}_{j}}}
これら2つの状態間の遷移の確率振幅は次のように与えられる
{\displaystyle P=\left\langle \psi '\right|{\boldsymbol {\mu }}\left|\psi \right\rangle =\int {\psi '^{*}}{\boldsymbol {\mu }}\psi d\tau }
ここで、{\displaystyle \psi \ } と {\displaystyle \psi '\ } は、それぞれ始状態および終状態の波動関数である。分子の状態を包括的に記述する波動関数は、振動状態（原子核の位置と運動量に依存）、電子軌道およびスピンに対する波動関数の積である。
{\displaystyle \psi \ =\psi _{e}\psi _{v}\psi _{s}}
電子状態と振動状態の波動関数の分離は、ボルン-オッペンハイマー近似に対応し、フランク＝コンドンの原理を成り立たせている根本的な仮定である。これらの方程式を組み合わせることで、確率振幅は電子軌道、スピン、および振動状態のそれぞれの効果の結果として次のように書かれる:
{\displaystyle P=\left\langle \psi _{e}'\psi _{v}'\psi _{s}'\right|{\boldsymbol {\mu }}\left|\psi _{e}\psi _{v}\psi _{s}\right\rangle =\int {\psi _{e}'^{*}\psi _{v}'^{*}\psi _{s}'^{*}}({\boldsymbol {\mu }}_{e}+{\boldsymbol {\mu }}_{N})\psi _{e}\psi _{v}\psi _{s}\,d\tau }
{\displaystyle {\color {White}P}=\int {\psi _{e}'^{*}\psi _{v}'^{*}\psi _{s}'^{*}}{\boldsymbol {\mu }}_{e}\psi _{e}\psi _{v}\psi _{s}d\tau +\int {\psi _{e}'^{*}\psi _{v}'^{*}\psi _{s}'^{*}}{\boldsymbol {\mu }}_{N}\psi _{e}\psi _{v}\psi _{s}d\tau }
{\displaystyle {\color {White}P}=\int {\psi _{v}'^{*}}\psi _{v}d\tau _{n}\int {\psi _{e}'^{*}}{\boldsymbol {\mu }}_{e}\psi _{e}d\tau _{e}\int {\psi _{s}'^{*}}\psi _{s}d\tau _{s}\ \ +\int {\psi _{e}'^{*}}\psi _{e}d\tau _{e}\int {\psi _{v}'^{*}}{\boldsymbol {\mu }}_{N}\psi _{v}d\tau _{v}\int {\psi _{s}'^{*}}\psi _{s}d\tau _{s}}
{\displaystyle {\color {White}P=}{\begin{matrix}\underbrace {\color {White}.................} \\{}_{\text{Franck–Condon}}\\{}_{\text{factor}}\end{matrix}}{\begin{matrix}\underbrace {\color {White}....................} \\{}_{\text{Orbital}}\\{}_{\text{selection rules}}\end{matrix}}\ \ {\begin{matrix}\underbrace {\color {White}.................} \\{}_{\text{Spin}}\\{}_{\text{selection rules}}\end{matrix}}\ \ \ \ {\begin{matrix}\underbrace {\color {White}................} \\{}_{||}\\0\end{matrix}}}
ひとつめの積分のうち、スピン独立な部分を２つの積分の積で近似している。
{\displaystyle \int \int {\psi _{v}'^{*}}{\psi _{e}'^{*}}{\boldsymbol {\mu }}_{e}\psi _{e}\psi _{v}d\tau _{e}d\tau _{n}\approx \int {\psi _{v}'^{*}}\psi _{v}d\tau _{n}\int {\psi _{e}'^{*}}{\boldsymbol {\mu }}_{e}\psi _{e}d\tau _{e}.}
この因数分解は、電子の空間位置に対する積分{\displaystyle \int {\psi _{e}'^{*}}{\boldsymbol {\mu }}_{e}\psi _{e}d\tau _{e}} が原子核の位置に依存しない場合には厳密に正しい。しかしながら、ボルン＝オッペンハイマー近似のもとでは、{\displaystyle \psi _{e}\,}および{\displaystyle \psi '_{e}\,}は原子核位置にパラメトリカルに依存し、そのため積分の値（transition dipole surfaceと呼ばれる）は原子核位置の関数となる。とはいえ、その依存性は多くの場合比較的ゆるやかなので、無視することがしばしば可能である。これはtransition dipole surfaceが原子核位置に依存しないということであり、コンドン近似とよばれる。
第二項（＋符号の後ろ）のうち、ひとつめの積分の値は、電子の固有状態波動関数が互いに直交であることからゼロである。したがって、残るのは3つの積分の積で構成される第一項のみである。ひとつめの積分は振動状態の重なり積分であり、フランク＝コンドン因子とよばれる。あとの２つの積分は、電子軌道とスピン選択則が遷移確率振幅に与える影響を決定する。
フランク＝コンドンの原理は、2つの「異なる」電子状態間をまたいだ許容な振動遷移について述べたものであり、他の量子力学的な選択則により遷移確率が減少したり、全く禁制になってしまう事もあり得る。回転選択則は上記の導出では無視されている。回転運動の影響は気相試料のスペクトルでは観測されるが、液相や固相では強く抑制される。
フランク＝コンドンの原理の量子力学的な定式による記述が、一連の近似の結果である事は明らかであり、その主たるものは電気双極子遷移の仮定とボルン-オッペンハイマー近似である。より弱い磁気双極子と、フランク＝コンドン因子を含む因数分解が電気四重極電子遷移においては、全状態の波動関数を原子核、電子軌道およびスピンの効果に因数分解する手法が完全には適用できないため、フランク＝コンドン因子を含む選択則を厳密に観測することができない。どのような遷移であれ、Pの値は選択則によって決定される。ただし、スピン選択則が最も大きな影響を及ぼし、次いで電子軌道の選択則の影響が大きい。フランク＝コンドン因子は遷移確率に「弱い」変調をもたらすに過ぎない。すなわち、フランク＝コンドン因子は、その桁がその他の選択律によって決定されるバンド強度に1のオーダーの係数で寄与する。以下の表は許容ならびに禁制のスピンおよび軌道選択律の可能な組合せに対する減衰係数の範囲を示している。
|                                    | 励起係数 (ε) の値 (mole−1 cm−1)の範囲 |
| ---------------------------------- | ------------------------------------- |
| 電子スピンと電子軌道の両方で許容   | 103から105                            |
| 電子スピンは許容だが電子軌道で禁制 | 100から103                            |
| 電子スピンで禁制だが電子軌道は許容 | 10−5から100                           |

## 分光学におけるフランク＝コンドン原理のメタファー
正準形式で表現されたフランク＝コンドンの原理は、分子が光子を吸収または放出して電子遷移する場合の振動状態の変化にのみ適用される。この原理は分子を構成する原子核の位置が電子遷移の生じる非常に短い時間内では不変であるという物理的考察に基づいている。とはいえ、同じ考えは必然的に光を吸収または放出する分子（色素）とその周囲環境にも拡大適用することが可能である。なぜならば、とりわけ液体や固体において、分子は周辺をとりまく多の分子としばしば強く相互作用し、そのような相互作用はフランク＝コンドンの原理で想定された分子振動と類似した形で分子を構成する原子核の位置を変化させるからである。

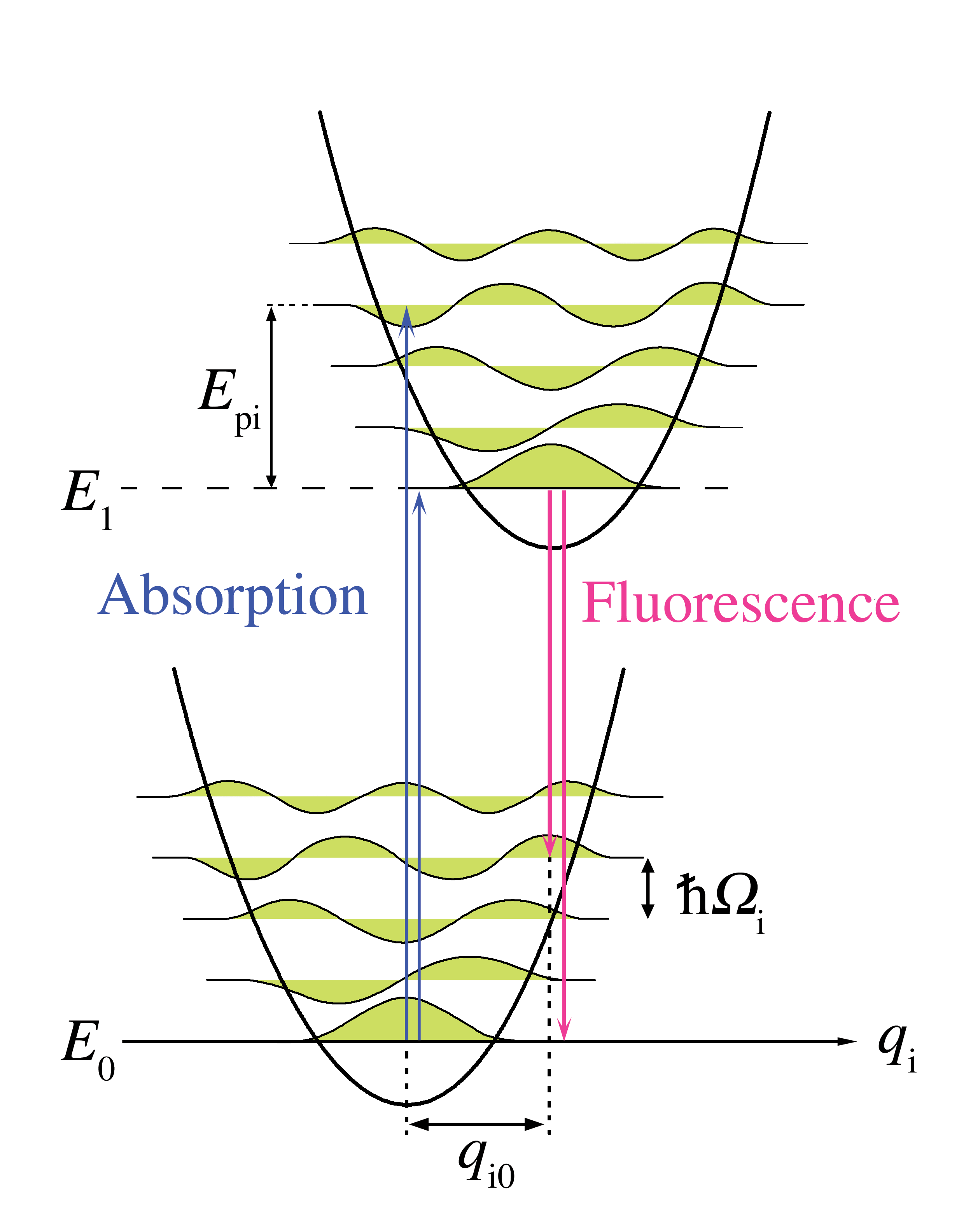
図6. Energy diagram of an electronic transition with phonon coupling along the configurational coordinate q_{ i}, a normal mode of the lattice. The upwards arrows represent absorption without phonons and with four phonons. The downwards arrows represent the symmetric process in emission.

### フォノンについてのフランク＝コンドンの原理
フランク＝コンドンの原理の最も近いアナロジーは、結晶に不純物として埋め込まれた色素の電子遷移と、格子振動の量子であるフォノンとの相互作用である。このような状況では、光子のエネルギーが色素の電子遷移のエネルギーとちょうど等しいか、または電子遷移エネルギーと一つ以上の格子フォノンエネルギーの和に相当する場合に、より高い電子状態への遷移が起こる。十分に温度が低ければ、光子の放出は励起状態のゼロ・フォノン準位から生じ、基底状態のゼロ・フォノン準位またはより高いフォノン準位へと遷移する。フランク＝コンドンの原理と全く同様に、フォノンの関係した電子遷移の確率は初期状態と終状態のフォノンの波動関数の重なりによって決まる。フランク＝コンドンの原理をフォノンの遷移に適用する場合、図１の横軸座標は原子核配位座標ではなく、図６に示すように基準モードの座標に置き換えられる。
格子モード {\displaystyle q_{i}}のポテンシャルエネルギーは、図６においては調和振動子のそれとして表されており、フォノン準位の間隔({\displaystyle \hbar \Omega _{i}})は格子のパラメータによって決められる。単一フォノンのエネルギーは、一般に非常に小さいので、ゼロないし数個のフォノンのかかわるような遷移は、40K以下の低温環境でのみ観測することができる。

### 溶液へのフランク＝コンドンの原理の適用

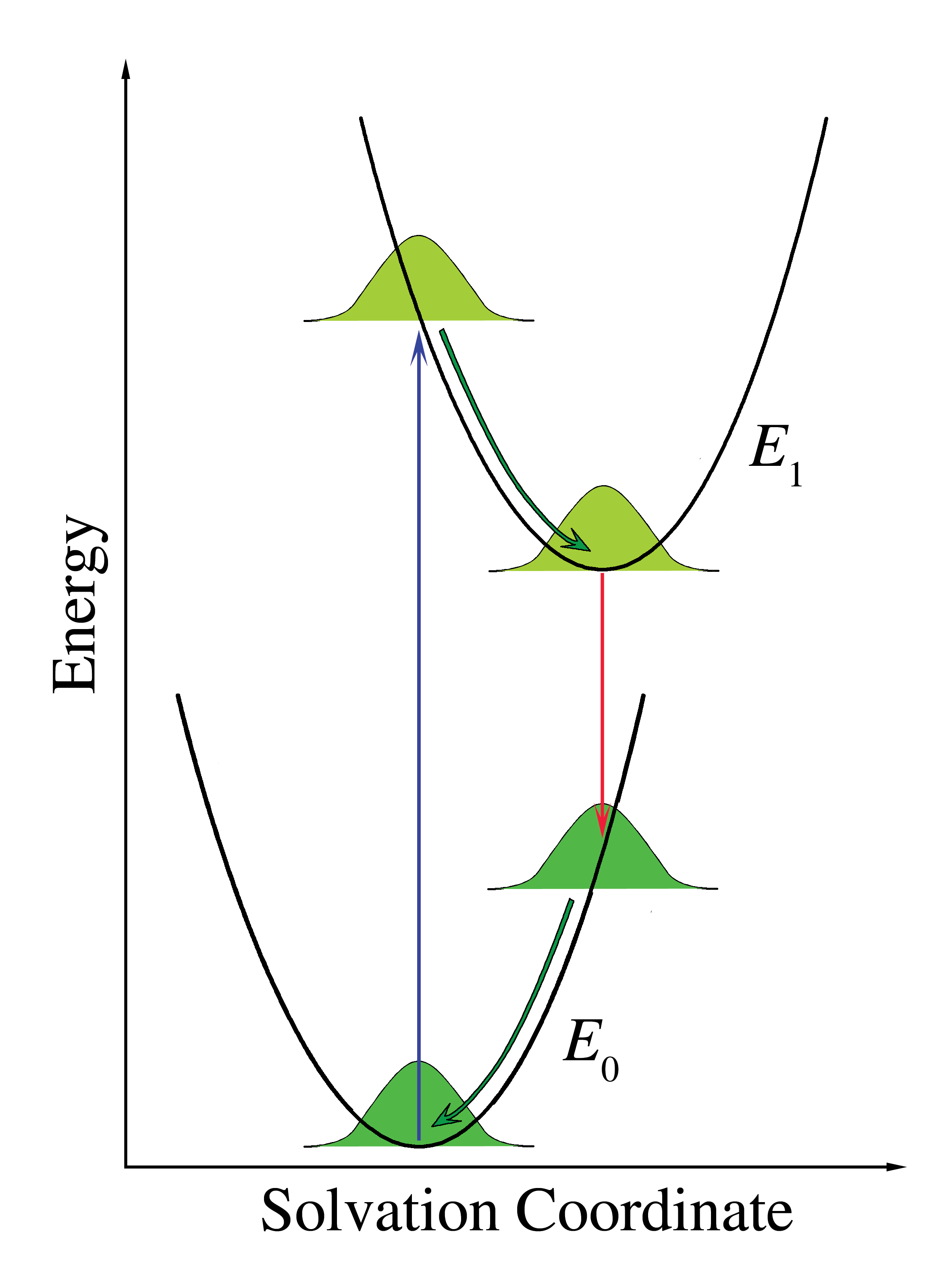
Figure 7. Energy diagram illustrating the Franck-Condon principle applied to the solvation of chromophores. The parabolic potential curves symbolize the interaction energy between the chromophores and the solvent. The Gaussian curves represent the distribution of this interaction energy.

液体に溶解された色素における電子遷移にもフランク＝コンドンの原理を適用することができる。この考え方では、色素と溶液のフォノンとの相互作用が、色素分子の振動準位と同様に、吸収および放出スペクトル構造に影響を与える。ただし、それぞれの効果は独立に取り扱われる。
色素分子が溶媒分子に取り囲まれている状況を考える。取り囲んでいる溶媒分子は、色素分子と相互作用を行う。溶媒との相互作用は、溶媒分子が極性を持つ場合は特に顕著である。このような溶媒と溶質との相互作用関係は溶媒和とよばれ、状態を安定化させる相互作用である。つまり、分子はエネルギーが最小になるまで、移動あるいは回転する。この相互作用自体は、静電気力およびファンデルワールス力に基づくものであり、水素結合の場合もある。フランク＝コンドンの原理が適用できるのは、色素分子と溶媒との相互作用が、電子基底状態と励起状態とで異なっている場合である。そのような相互作用の違いは、たとえば双極子モーメントが2つの電子状態間で異なるなどの原因で生じる。状態が電子基底状態から始まり、溶媒分子との位置関係が平衡位置に近かったとする。そして、光子を吸収し電子励起状態への遷移が起こったとすれば、遷移直後には溶媒との相互作用は平衡からは離れていることになる。この効果は、本来のフランク＝コンドンの原理と相似である。つまり、本来のフランク＝コンドンの原理は原子核の動きが電子遷移とくらべて非常に遅いことに基づいていたのが、溶液の場合には、それが溶媒分子の動きに置き換えられている。溶液の場合にも垂直遷移をあつかうが、横軸の座標は溶媒溶質間の相互作用座標である。この座標軸は、しばしば「溶媒和座標」とよばれ、色素と相互作用を持つ全ての溶媒分子の相対位置を代表して表している。
本来のフランク＝コンドンの原理では、電子遷移の後、高次の振動状態に持ち上げられた分子は、すみやかに基底振動状態に緩和する。溶液の場合でも、溶媒分子は相互作用エネルギーが最小になる配置にすみやかに移動しようとする。溶媒分子配置の緩和は、溶媒の粘性に依存する。溶媒分子配置の緩和時間が電子励起状態の寿命と比べて十分に短いと仮定すると、光子の放出は電子励起状態の最もエネルギーの小さな溶媒配置から起こる。室温における水やメタノールのような小さな溶媒分子では、溶媒分子配置の緩和時間は、数十ピコ秒のオーダーであり、一方色素分子の電子励起状態の寿命はピコ秒から数ナノ秒の範囲に及ぶ。電子基底状態への遷移の後、溶媒分子は色素の新しい電子状態に対応する安定点へと再び動かなければならない。図7は溶液におけるフランク＝コンドンの原理を表している。溶液が電子遷移エネルギーに対応する振動数の光を照射をうけると、一部の色素が電子励起状態へと遷移する。励起された分子集団における色素と溶媒の相互作用エネルギーは統計的な分布をもっており、図中ではガウス分布で表されている。溶媒ー色素間の相互作用は放物線型のポテンシャルエネルギー面として、それぞれの電子状態について描かれている。電子遷移は溶媒の運動の時間スケールに対しては瞬時に起きる（遷移が垂直な矢印で描かれているのはそのため）ので、遷移直後の電子励起状態の色素の集団は、平衡からは遠い。励起後あらたなポテンシャルエネルギー曲線にそった溶媒分子の再配置は曲がった矢印として図７では示されている。電子遷移は量子化されているのに対し、色素と溶媒の間の相互作用は古典的な連続量として扱われている事に注意されたい。これは非常に多くの分子が関わっているためである。光子放出はポテンシャルエネルギーの極小から起こるように描かれているが、溶液の粘性が大きかったり、電子励起状態の寿命が短かったりする場合には、無視できない確率で光子放出が平衡到達前に起こる場合もある。図7における吸収と放出の遷移エネルギーの差は、溶液に由来するストークスシフトを表している。